# Миграция
Вижте пояснителната страница за други значения на Миграция.
Миграцията е масово периодично преместване, често на големи разстояния, наблюдавано при множество животински видове. При животните преместванията в нова географска област без завръщане се наричат колонизация, а не миграция. Повечето животни мигрират в периоди на климатична промяна, като най-често причината е в промяната на наличието на храна.
Главната причина за миграцията на птиците са сезонната зависимост от храна, търсенето на места за гнездене, бягството от естествения враг и прекаленото разрастване на популацията. Времето за прелет и разстоянията са различни.